# Hakea pritzelii
Hakea pritzelii är en tvåhjärtbladig växtart som beskrevs av Friedrich Ludwig Diels. Hakea pritzelii ingår i släktet Hakea och familjen Proteaceae. Inga underarter finns listade i Catalogue of Life.